# Jean Muir
Jean Muir, pseudonimo di Jean Muir Fullarton (Suffern, 13 febbraio 1911 – Mesa, 23 luglio 1996), è stata un'attrice statunitense.
È apparsa in oltre 28 film tra il 1933 e il 1943.

## Biografia
Figlia di un commercialista e di una supplente, ha iniziato a fare teatro all'età di nove anni. Nel 1933 firmò un contratto con Warner Bros.
Nel 1940 sposò il produttore televisivo Henry Jaffe, da cui in seguito divorziò.
Nel 1950 venne accusata di essere comunista e le venne impedito di recitare nell'adattamento televisivo di The Aldrich Family della NBC. Tornò a lavorare nel 1958 in un episodio di Matinee Theatre.
Soffrì di alcolismo e di cirrosi epatica, morendo in una casa di cura a Mesa, Arizona, all'età di 85 anni.

## Filmografia

### Cinema
- Lawyer Man, regia di William Dieterle (1932)
- Female, regia di Michael Curtiz (1933)
- Bureau of Missing Persons, regia di Roy Del Ruth (1933)
- Il mondo cambia (The World Changes), regia di Mervyn LeRoy (1933)
- Son of a Sailor, regia di Lloyd Bacon (1933)
- Dr. Monica, regia di William Keighley (1934)
- Un eroe moderno (A Modern Hero), regia di Georg Wilhelm Pabst (1934)
- Bedside, regia di Robert Florey (1934)
- Gentlemen Are Born, regia di Alfred E. Green (1934)
- Desirable, regia di Archie Mayo (1934)
- As the Earth Turns, regia di Alfred E. Green (1934)
- Hollywood Newsreel - cortometraggio, regia di George Bilson (1934)
- Sogno di una notte di mezza estate (A Midsummer Night's Dream), regia di William Dieterle e Max Reinhardt (1935)
- Stars Over Broadway, regia di William Keighley (1935)
- La lampada cinese (Oil for the Lamp of China), regia di Mervyn LeRoy (1935)
- The White Cockatoo, regia di Alan Crosland (1935)
- Orchids to You, regia di William A. Seiter (1935)
- Things You Never See on the Screen - cortometraggio (1935)
- White Fang, regia di David Butler (1936)
- Fugitive in the Sky, regia di Nick Grinde (1936)
- Faithful, regia di Paul L. Stein (1936)
- The Outcasts of Poker Flat, regia di Christy Cabanne (1937)
- White Bondage, regia di Nick Grinde (1937)
- La miniera maledetta (Draegerman Courage), regia di Louis King (1937)
- Tradimento (Her Husband's Secretary), regia di Frank McDonald (1937)
- Dance Charlie Dance, regia di Frank McDonald (1937)
- Once a Doctor, regia di William Clemens (1937)
- Jane Steps Out, regia di Paul L. Stein (1938)
- And One Was Beautiful, regia di Robert B. Sinclair (1940)
- The Lone Wolf Meets a Lady, regia di Sidney Salkow (1940)
- Il fiore che non colsi (The Constant Nymph), regia di Edmund Goulding (1943)

### Televisione
- Starring Boris Karloff – serie TV, un episodio (1949)
- Actor's Studio – serie TV, 2 episodi (1949)
- The Philco Television Playhouse – serie TV, un episodio (1950)
- Matinee Theatre – serie TV, un episodio (1958)
- La città in controluce (Naked City) – serie TV, 2 episodi (1959-1962)
- Route 66 – serie TV, un episodio (1961)